# Зборовський Олег Володимирович
Оле́г Володи́мирович Зборо́вський (нар. 31 березня 1982, Малин, Житомирська область) — український футболіст-універсал, найбільше відомий як форвард збірної України з пляжного футболу, найкращий її бомбардир з 2010 року. Гравець клубів вищої ліги українського чемпіонату з пляжного футболу, ПФК «Динамо» (Москва).

## Біографія
Почав займатися футболом в бородянській ДЮСШ. Перший тренер — Григорій Потапович Гончаренко. У другій половині 1990-х почав займатися у команді «Борисфен». З командою «Княжа» (Щасливе) учасник дитячо-юнацького чемпіонату (1998—1999). Пізніше грав за аматорські команди Київщини й Житомирщини. Виступав у чемпіонаті України з футзалу в складі команди «Авангард» (Радомишль).
Здобув технічну освіту, служив у Збройних Силах (у спорт.роті). Одружений, має доньку.

### Пляжний футбол
Після паузи в футбольних змаганнях запрошений в команду «Плесо» (Київ), бронзовий призер чемпіонату України 2007. Наступного року захищав кольори новоствореного столичного клубу «БРР», в якому грали також легіонери з Бразилії — чемпіони світу. В фінальній грі саме Зборовський забив переможний м'яч (4:3 проти «Майндшера»), таким чином, вперше ставши чемпіоном України. В сезоні 2009 уже в складі «Майндшера» стає чемпіоном України, одним з трьох найкращих бомбардирів і найціннішим гравцем турніру У У 2010 та 2011 році віце-чемпіон країни в складі київського клубу «Майндшер». Сезон 2012 став останнім для команди «Майндшер» і попри завершення фінансування, «золотим». У фінальному матчі Олег Зборовський зробив дубль і знов став найкращим бомбардиром турніру.
В кінці 2000-х залучається в національну збірну з пляжного футболу. Чемпіон Європи 2010, учасник чемпіонату світу 2011 (забив по м'ячу в ворота збірних Бразилії та Японії), інших турнірів.
У сезоні 2013 року виступав одночасно за київський клуб «Артур М'юзік» і ПФК «Динамо» (Москва). В складі київської команди вчетверте став чемпіоном України (на фото тримає нагороду найкращого бомбардира чемпіонату).

## Нагороди і досягнення
- Чемпіон України з пляжного футболу (10)[7]: 2008, 2009...2014, 2015, 2017, 2019, 2021